# Jacob Johann Köhler
Jacob Johann Köhler (Köler) (* 23. November 1698 in Narva; † 1757 in Tallinn) war ein estnischer Drucker. Er veröffentlichte 1739 die von Anton thor Helle (1683–1743) übersetzte erste Bibel in estnischer Sprache Piibli Ramat, se on keik se Jummala Sanna.